# Колпак (шлем)

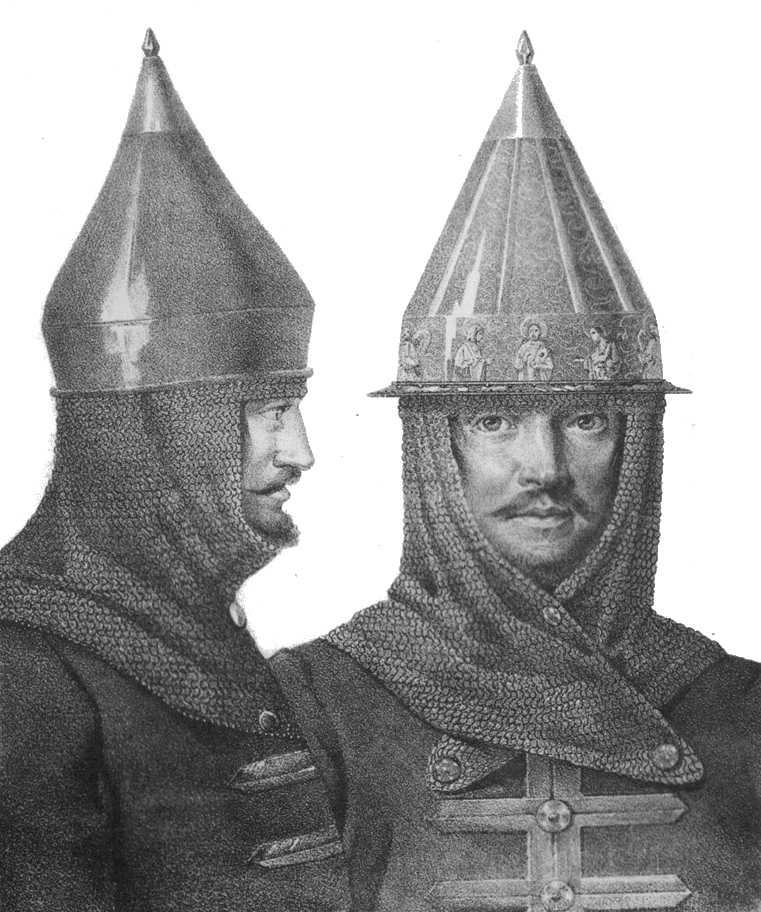
Колпаки.

Колпа́к или Калпак — воинское наголовье, головной убор из числа оборонительного или охранительного вооружения, тип шлема (относился к типу шелом, шишак). 
Колпак или Калпак отличается цилиндроконической (реже — конической) формой, при этом характеризуется, как правило, отсутствием скруглённостей в форме. Шлемы подобных форм встречались ещё до нашей эры. В средние века имели хождение в Восточной Европе и Западной Азии.
На Руси в XII—XIII веках встречались колпаки с прямоугольным вырезом в цилиндрической части шлема в области лица, поскольку шлем надевался достаточно плотно, закрывая уши и затылок. Тулья представляла собой, скорее, четырёхгранную пирамиду, чем конус. Венчалась шпилем. К этим колпакам обязательно полагалась личина. Эти колпаки следует рассматривать как шлемы чёрных клобуков, а не русских воинов. Имели хождение и в некоторых других регионах.
Другой тип представляли собой колпаки с ровным ободом, без всяких вырезов. Цилиндрическая часть резко переходила в коническую. Они могли снабжаться кольчатой сеткой (кольчужкой), застегивающейся на груди и у горла для защиты шеи, щёк и затылка. Греческие колпаки имели поля. Этот тип бытовал в Византии и, незначительно, на Руси.
Ещё один тип — более низкие и, зачастую, с высоким навершием, шатровидные шлемы, существовавшие в Азии.